# 交通银行大楼 (上海)
交通银行大楼是上海外滩建筑群中的一座建筑，位于外滩14号。
外滩14号最初是著名的老牌英资企业宝顺洋行的产业。19世纪下半叶，颠地经营失败，该处被德华银行买下，并建造了一座文艺复兴风格的4层大楼。1919年，第一次世界大战结束以后，中国没收德国在华财产，这座大楼被交通銀行上海分行接管。1928年，随着全国政治中心从北京转移到南京，交通银行也将总行迁到上海外滩14号。1937年，抗日战争爆发，交通银行将总行迁到重庆。战争结束以后，1946年－1947年，上海总行重建为装饰艺术运动主义风格的6层大楼，这也是上海外滩建筑群中最后建成的一座。
1951年，交通银行总行迁回北京，上海外滩14号行址则由上海市总工会进驻至今。